# أقازادة ها
أقازادة ها (بالفارسية: آقازاده‌ها) هي مستوطنة تقع في قسم صفي آباد الريفي (مقاطعة إسفراين) في إيران. يقدر عدد سكانها بـ 472 نسمة.